# جاك أوزانام
جاك أوزانام (بالفرنسية: Jacques Ozanam
)‏ كان عالم رياضيات فرنسي، ولد في 16 يونيو من عام 1640 في سانت-أوليف، وتوفي في 3 أبريل من عام 1718 في باريس.

## السيرة
ولد في سانت-أوليف في فرنسا.
في عام 1670، نشر جداول مثلثية ولوغاريتمية أدق من جداول أولاك وبيتيسكوس وبريغز. وقد لفت انتباه داغيسو، فحصل على دعوة للاستقرار في باريس . وهناك تمتع بالرخاء والرضا لسنوات عديدة. تزوج وكون عائلة كبيرة، وحقق دخلًا وافرًا من تدريس الرياضيات لطلاب خصوصيين، معظمهم من الأجانب.
كانت منشوراته الرياضية عديدة وقد لاقت استحسانًا كبيرًا. انتُخب عضوًا في أكاديمية العلوم في عام 1701. أدخلته وفاة زوجته في حزنٍ عميق، كما أن فقدانه لتلاميذه الأجانب خلال حرب الخلافة الإسبانية جعله في حالة فقر. توفي في باريس في 3 أبريل عام 1718.
كان أوزانام يُكرّم في الخارج أكثر من ما في وطنه. يوصف بأنه كان تقيًا، مُحسنًا، شجاعًا، وبسيط الإيمان. في شبابه، تغلب على شغفه بالمقامرة. كان يُردد دائمًا أن الأمر متروك لأطباء السوربون للتجادل، وللبابا للبت، ولعالم الرياضيات أن يصعد إلى السماء في خط عمودي.
قام بتدريس أبراهام دي موافر.